# Violemment la tendresse
Albums de Mama Béa
La Différence (album de Mama Béa)
(1986) No Woman's Land
(1991)
Violemment la tendresse est le onzième album de Mama Béa, paru en 1988.

## Historique
Cet album, a été enregistré au studio Bamboo et mixé au studio Marcadet en 1988.
Mama Béa a écrit et composé toutes les chansons de l'album.
La chanson Jamais je dors a été créée d'après une idée de Jacqueline Dorian.

## Liste des chansons
| No  | Titre               | Auteur             | Compositeur        | Durée |
| --- | ------------------- | ------------------ | ------------------ | ----- |
| 1.  | Dis où tu vas       | Mama Béa Tekielski | Mama Béa Tekielski | 3:44  |
| 2.  | Les Gens            | Mama Béa Tekielski | Mama Béa Tekielski | 3:36  |
| 3.  | Dis-le moi          | Mama Béa Tekielski | Mama Béa Tekielski | 2:34  |
| 4.  | Elle disait         | Mama Béa Tekielski | Mama Béa Tekielski | 3:42  |
| 5.  | Au s'cours l'amour  | Mama Béa Tekielski | Mama Béa Tekielski | 2:47  |
| 6.  | Lily                | Mama Béa Tekielski | Mama Béa Tekielski | 3:10  |
| 7.  | Blues-moi           | Mama Béa Tekielski | Mama Béa Tekielski | 2:24  |
| 8.  | Crocodile           | Mama Béa Tekielski | Mama Béa Tekielski | 3:06  |
| 9.  | Jamais je dors      | Mama Béa Tekielski | Mama Béa Tekielski | 2:57  |
| 10. | Les Yeux de l'amour | Mama Béa Tekielski | Mama Béa Tekielski | 3:58  |

## Personnel

### Musiciens
- Mama Béa Tekielski : voix, chœurs,guitare
- Robert Baccherini : guitares, claviers, arrangements
- Philippe Chauveau: batteries, percussions
- René Chave : saxophones
- Gilles Tinayre : orgue
- Marco Papazian : chorus guitare sur Crocodile et Jamais je dors
- Be-Bop : harmonica
- Gilles Lombard : JX voices sur Au s'cours l'amour
- Enso Brothers : section de cuivres

### Autres
- Mama Béa Tekielski/Robert Baccherini : réalisation
- Bruno Levée et Jean-Paul Missey : enregistrement au studio Bamboo
- Stéphane Sahakian assisté par Diane, Bruno et Jean-Marc : overdubs et mixage au studio Marcadet

- Olivier Gluzman : photo
- Bruno Boussard : artwork